# Condado de Lincoln (Idaho)
O Condado de Lincoln é um dos 44 condados do Estado americano do Idaho. A sede do condado é Shoshone, que é também a sua maior cidade. O condado tem uma área de 3123 km² (dos quais 1 km² está coberto por água), uma população de 4144 habitantes, e uma densidade populacional de 1,3 hab/km² (segundo o censo nacional de 2000). O condado foi fundado em 1895. Recebeu o seu nome como homenagem a Abraham Lincoln.